# Lot 93
Lot 93 (ang. United 93) – francusko-amerykańsko-brytyjski filmowy dramat z 2006 roku w reżyserii Paula Greengrassa. Film rekonstruuje wydarzenia, które odbyły się na pokładzie samolotu linii United Airlines, który obsługiwał lot 93. Samolot został porwany 11 września 2001 roku, podczas zamachów terrorystycznych na World Trade Center i Pentagon.
Film został nominowany do Oscara w dwóch kategoriach oraz zdobył dwie nagrody BAFTY dla najlepszego reżysera oraz za najlepszy montaż.

## Obsada
- J.J. Johnson (pilot) – kapitan Jason Dahl
- Opal Alladin – Cee Cee Lyles
- Peter Hermann – Jeremy Glick
- Trieste Kelly Dunn – Deora Frances Bodley
- Christian Clemenson – Thomas Burnett
- April Telek – Lyz Glick
- Khalid Abdalla – Ziad Jarrah
- David Alan Basche – Todd Beamer
- Polly Adams – Deborah Welsh
- Richard Bekins – William Joseph Cashman
- Trish Gates – Sandra Bradshaw
- Kirsten Williamson – Melody Homer
- Cheyenne Jackson – Mark Bingham
- Zak Santiago – Alhaznawi
- Starla Benford – Wanda Anita Green
- Ray Charleson – Joseph DeLuca
- Omar Berdouni – Ahmed Al Haznawi
- Joe Jamrog – John Talignani
- Susan Blommaert – Jane Folger
- Masato Kamo – Toshiya Kuge
- Liza Colón-Zayas – Waleska Martinez
- Greg Callahan – on sam
- Lorna Dallas – Linda Gronlund
- Denny Dillon – Colleen Fraser
- Leigh Zimmerman – Christine Snyder
- Chip Zien – Mark Rothenberg
- Olivia Thirlby – Nicole Carol Miller
- Rebecca Schull – Patricia Cushing
- Daniel Sauli – Richard Guadagno
- John Rothman – Edward P. Felt
- Michael J. Reynolds – Patrick Joseph Driscoll
- Erich Redman – Christian Adams
- David Rasche – Donald Freeman Greene
- Simon Poland – Alan Anthony Beaven
- Libby Morris – Hilda Marcin
- Nancy McDoniel – Lorraine G. Bay
- Jodie Lynne McClintock – Marion R. Britton
- Peter Marinker – Andrew Garcia
- Becky London – Jean Hoadley Peterson
- Corey Johnson – Louis Nacke
- Marceline Hugot – Georgine Roes Corrigan
- Tara Hugo – Kristin White Gould
- Peter Herman – Jeremy Glick
- Jamie Harding – Ahmed Al Nami
- Kate Jennings Grant – Lauren Catuzzi Grandcolas
- Lewis Alsamari – Saeed Al Ghamdi

## Nagrody i nominacje
- Nagrody BAFTA 2006
  - najlepszy brytyjski film (nominacja)
  - Paul Greengrass – najlepszy reżyser
  - Paul Greengrass – najlepszy scenariusz oryginalny (nominacja)
  - Barry Ackroyd – najlepsze zdjęcia (nominacja)
  - Clare Douglas, Christopher Rouse i Richard Pearson – najlepszy montaż
  - Chris Munro, Mike Prestwood Smith, Douglas Cooper, Oliver Tarney i Eddy Joseph – najlepszy dźwięk (nominacja)
- Oscary 2006
  - Paul Greengrass – najlepszy reżyser (nominacja)
  - Clare Douglas, Christopher Rouse i Richard Pearson – najlepszy montaż (nominacja)